# 伊图里临时行政区
伊图里临时行政区（Ituri Interim Administration）是刚果民主共和国的一个临时行政实体，负责管理伊图里地区。它由伊图里和平化委员会创建于2003年，其设立得到了联合国刚果民主共和国特派团的支持。